# (36703) 2000 RO23
2000 RO23 (asteroide 36703) é um asteroide da cintura principal. Possui uma excentricidade de 0.10321540 e uma inclinação de 3.98695º.
Este asteroide foi descoberto no dia 1 de setembro de 2000 por LINEAR em Socorro.